# 罗氏诊断
罗氏诊断(英語：Roche Diagnostics)是一家瑞士医疗器械公司，主要业务是中心实验室和POC诊断，糖尿病，分子诊断和组织诊断。

## 历史
1968年罗氏诊断产品部正式在罗氏内部成立，1984年结构重组成为公司。2000年8月正式进入中国市场，2019年8月Thomas Schinecker接替Michael Heuer担任新一届首席执行官。